# Dél-Mezőföld Tájvédelmi Körzet

Dél-Mezőföld Tájvédelmi Körzet területe 7546,5 hektár, ebből fokozottan védett 964,7 hektár. A tájvédelmi körzet a Duna–Dráva Nemzeti Park Igazgatóság kezelésébe tartozik.

## Fekvése
A 12 mozaikból álló, 7546 hektár kiterjedésű védett terület Fejér és Tolna vármegye határán, Alsószentiván, Bikács, Bölcske, Cece, Dunaföldvár, Medina, Nagydorog, Németkér, Paks, Szedres, Tengelic és Vajta községhatárokban terül el. Több védett és védelemre tervezett terület összevonásával 1999-ben jött létre.

## Jellemzői

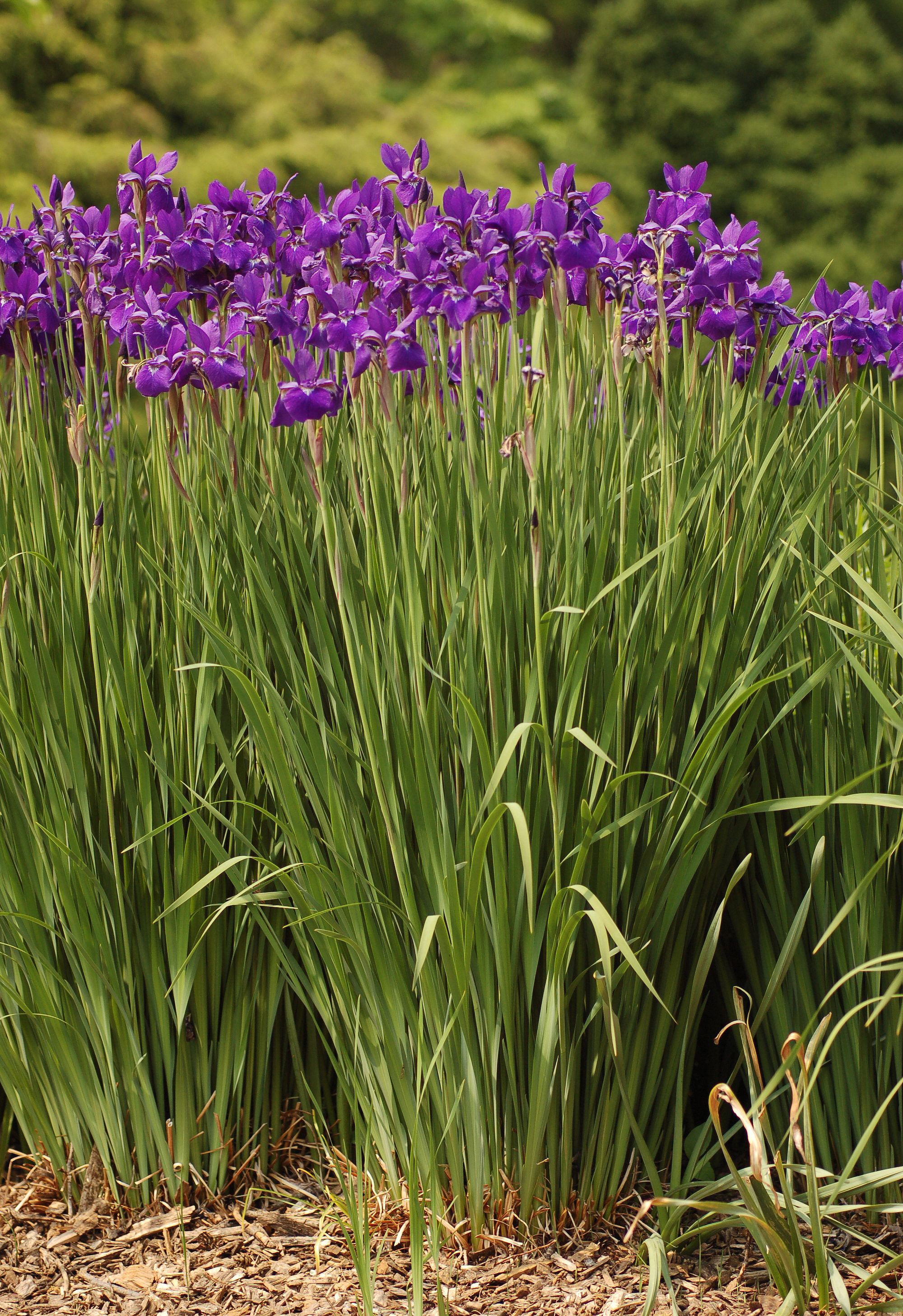
Szibériai nőszirom

A vidék természeti értékeit, morfológiai adottságait a jégkorszak alatt vastagon felhalmozódott löszréteg határozza meg. Az évezredek alatt összetömörödött, gyakran kőzetté vált porban különös felszínformák alakultak ki. Ezt a területet délen az Ős-Sárvíz és a Duna hordalékaként itt maradt homoktalaj váltja fel. A tengelici homokvidék és a paksi Ürge-mező területein a Kiskunsághoz hasonló homokbuckás vidékek jöttek létre. Az alföldihez hasonló klíma és az említett talajszerkezet miatt a Dél-Mezőföld vízben szegény. A védetté nyilvánítás célja a mezőföldi táj egyedi arculatát meghatározó löszképződmények, az Ős-Sárvíz hajdani medre helyén képződött futóhomokos területek és a rajtuk kialakult fajokban gazdag vegetáció és állatvilág megőrzése, a tájképi és kultúrtörténeti értékek védelme.
A tájvédelmi körzet magába foglalja: a németkéri Látóhegyet, a szedresi tarka sáfrányost, a bikácsi Ökör-hegyet és a kistápéi láprétet.
- A bikácsi Ökör-hegy 1987 óta védett. Csak mintegy másfélszáz méterre emelkedik ki, de így is kitűnik a többi bucka közül. Védettségének elsődleges oka a fekete kökörcsin előfordulása.
- A kistápéi láprét a régvolt mocsarak emlékét idézi. A buckák között folyó és halastóvá duzzasztott Malom-patak megváltoztatta a terület mikroklímáját. A tartósan vízlepte részeken megindult a tőzegesedés, ahol olyan jégkorszakbeli fajok fennmaradása biztosított, mint például a védett zergeboglár. A töltés mögötti láprét két ritka orchideaféle otthona: a szúnyoglábú bibircsvirágé és a hússzínű ujjaskosboré
- A németkéri Látó-hegyen és környékén az Ős-Sárvíz elhagyott medréből hordta ki a homokot a szél, melyet erdősítéssel próbált az ember megkötni. A Látó-hegy maga egy 152 méter magas homokbucka. Javarészt homoki legelők és lábánál láprétek húzódnak. A buckák közötti nedves láprétek növényei a hússzínű ujjaskosbor, a mocsári nőszőfű. A meredekebb bányafalakban gyurgyalagok, lappantyúk és barázdabillegetők fészkelnek.
- A szedresi tarka sáfrányos területén a névadó tarka sáfrány és a tavaszi hérics védett. Az errefelé legelő jószágok nem fogyasztják el e két növényt, ugyanis leveleik mérgezőek.

## Növény- és állatvilág

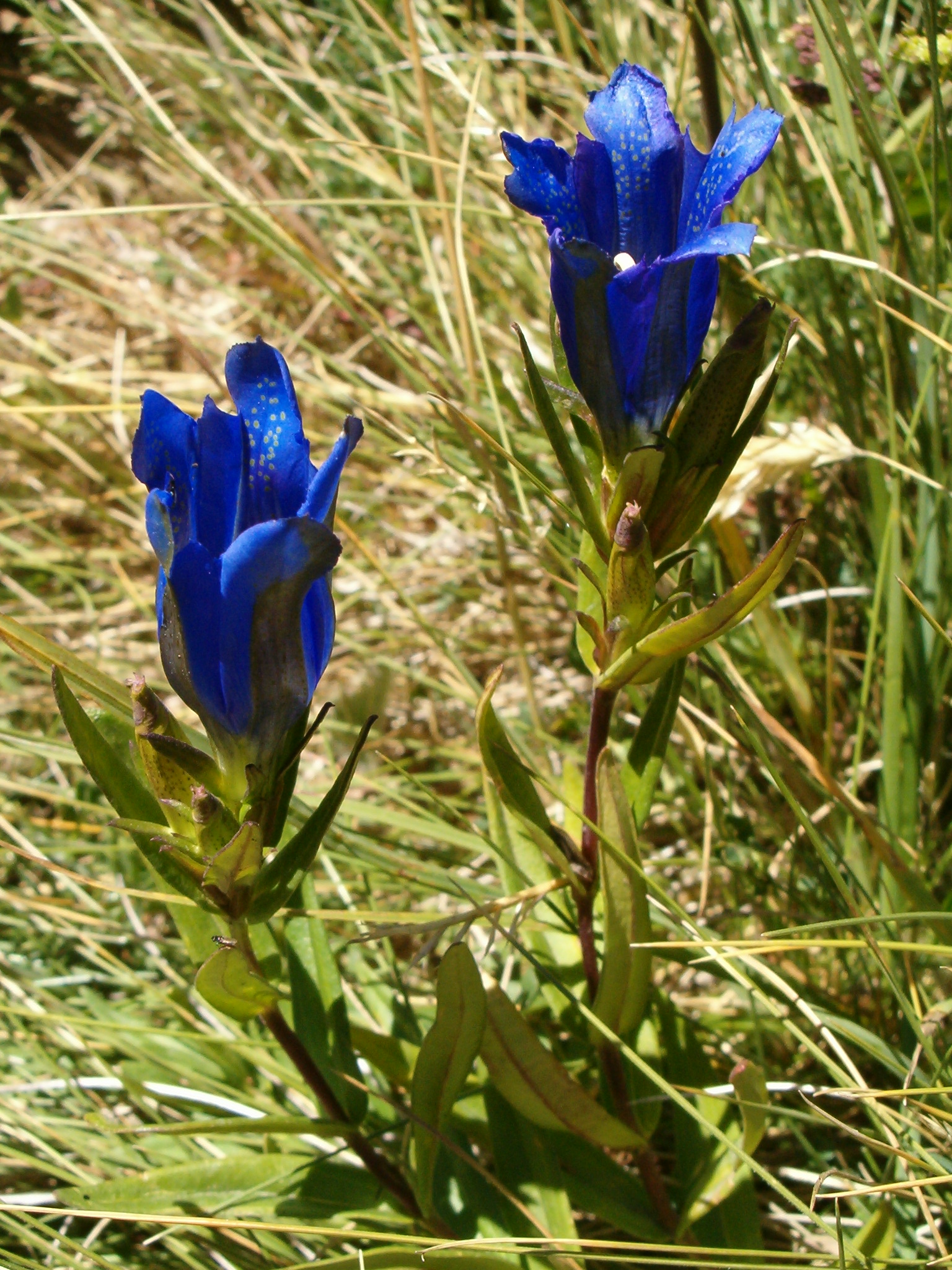
Kornistárnics

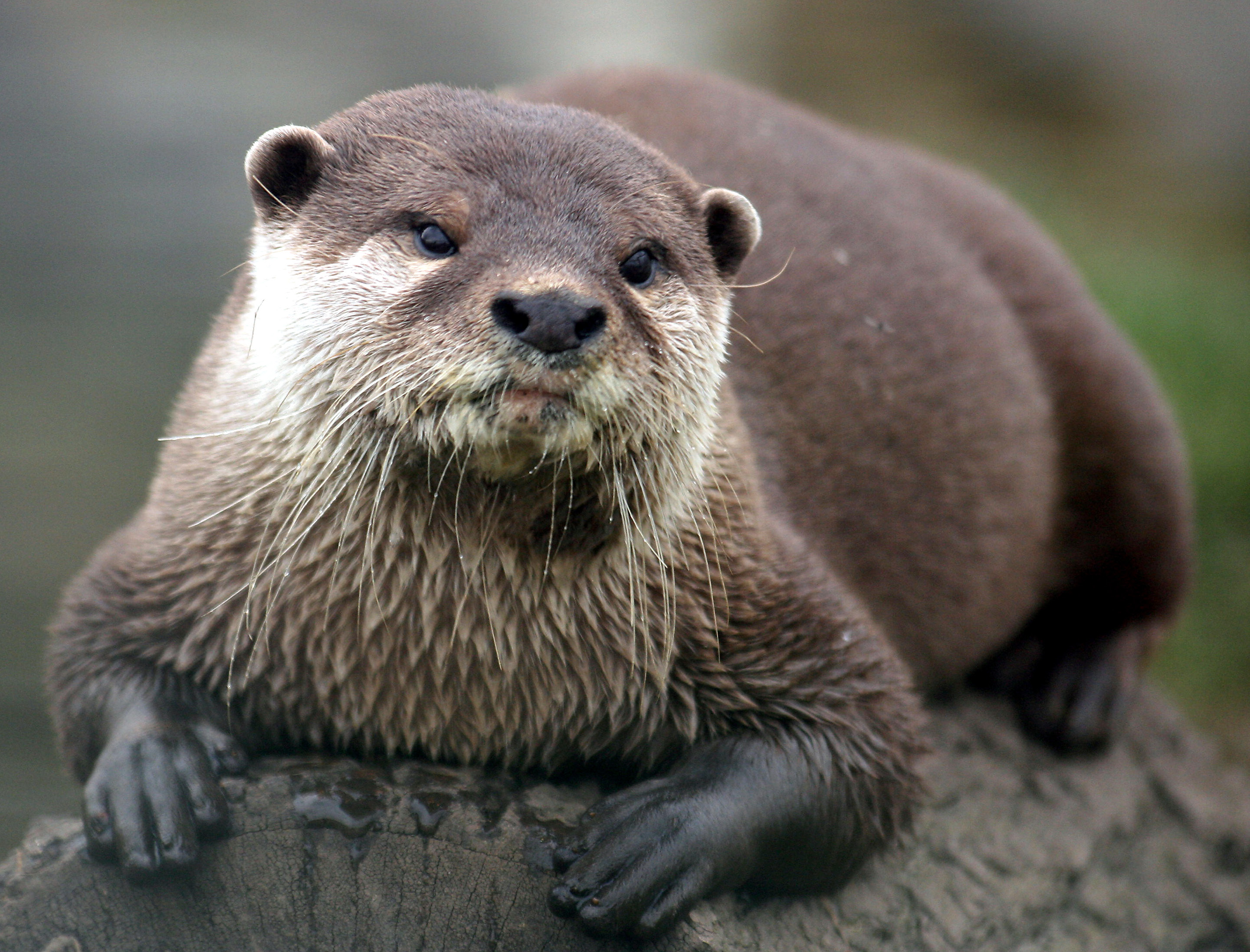
Vidra

A terület természetes növénytársulásai a homokpuszták, a homoki legelők, a kiszáradó láprétek és löszpuszta-rétek, melyek közé gyöngyvirágos tölgyesek, gyertyános tölgyesek és égerláperdők ékelődnek. Szinte minden részterületnek megvan a maga kiemelkedő botanikai, természeti értéke. Csak az orchideáknak 10 faja fordul elő és helyenként tömeges a kornistárnics valamint a szibériai nőszirom. Jelentős állományban megtalálható a fokozottan védett tátorján és a ritka - jégkorszaki maradvány - európai zergeboglár is. Említést érdemel hazai sáfrányunk a tarka sáfrány.
Az állatvilágot tekintve a Dél-Mezőföld számos védett és fokozottan védett madár- és denevérfajnak igen fontos élőhelye. A láprétek ritka madarai a réti tücsökmadár és a haris, míg a homokgyepeken szalakóták vadásznak rovarokra. A vidék egyik legismertebb rágcsálója a szintén védett ürge. Az elmúlt időszak betelepítési programjának köszönhetően populációja jelentősen megerősödött. Természetes ellenségei közé tartoznak a tájvédelmi körzet területén fészkelő ragadozó madarak, melyek közül kiemelkedik a hazánkban ritka kerecsensólyom. A vízfolyások, tavak kétéltűeknek és a nádasokat kedvelő énekes madaraknak jelentenek otthont, de itt talál költőhelyet a barna rétihéja és vadászterületet a fokozottan védett vidra is.

## Külső hivatkozások
- A Duna–Dráva Nemzeti Park honlapja
- A Duna–Dráva Nemzeti Park honlapja - a Dél-Mezőföld TK leírása